# Comuna urbană Kranj
Kranj (Mestna občina Kranj) este o comună din Slovenia, cu o populație de 37.129 de locuitori (2012).

## Localități
Babni Vrt, Bobovek, Brdo pri Kranju, Breg ob Savi, Britof, Čadovlje, Čepulje, Golnik, Goriče, Hrastje, Ilovka, Jama, Jamnik, Javornik, Kokrica, Kranj, Lavtarski Vrh, Letenice, Mavčiče, Meja, Mlaka pri Kranju, Nemilje, Njivica, Orehovlje, Pangršica, Planica, Podblica, Podreča, Povlje, Praše, Predoslje, Pševo, Rakovica, Rupa, Spodnja Besnica, Spodnje Bitnje, Srakovlje, Srednja vas - Goriče, Srednje Bitnje, Suha pri Predosljah, Sveti Jošt nad Kranjem, Šutna, Tatinec, Tenetiše, Trstenik, Zabukovje, Zalog, Zgornja Besnica, Zgornje Bitnje, Žabnica, Žablje

## Istoric primari
- Mohor Bogataj 2010 - 2014
- Damjan Perne 2006 - 2010
- Mohor Bogataj 1998 - 2006
- Vitomir Gros 1990 - 1998
- Ivan Torkar 1986 - 1990
- Ivan Cvar 1982 - 1986
- Stane Božič 1978 - 1982
- Tone Volčič 1974 - 1978
- Slavko Zalokar 1967 - 1974
- Martin Košir 1963 - 1967
- Jože Mihelič 1961 - 1963
- Ivo Šefic 1961
- Franc Puhar 1958 - 1961
- Vinko Hafner 1953 - 1958